# زاوشت (بناجوي الشمالي)
زاوشت (بالفارسية: زاوشت) هي مستوطنة تقع في إيران في قسم بناجوي الشمالي الريفي. يقدر عدد سكانها بـ 3,802 نسمة .